# U 32 (U-Boot, 2005)
U 32 (NATO-Bezeichnung: S 182) ist das zweite U-Boot der U-Boot-Klasse 212 A, das der Bundeswehr überstellt wurde.

## Geschichte

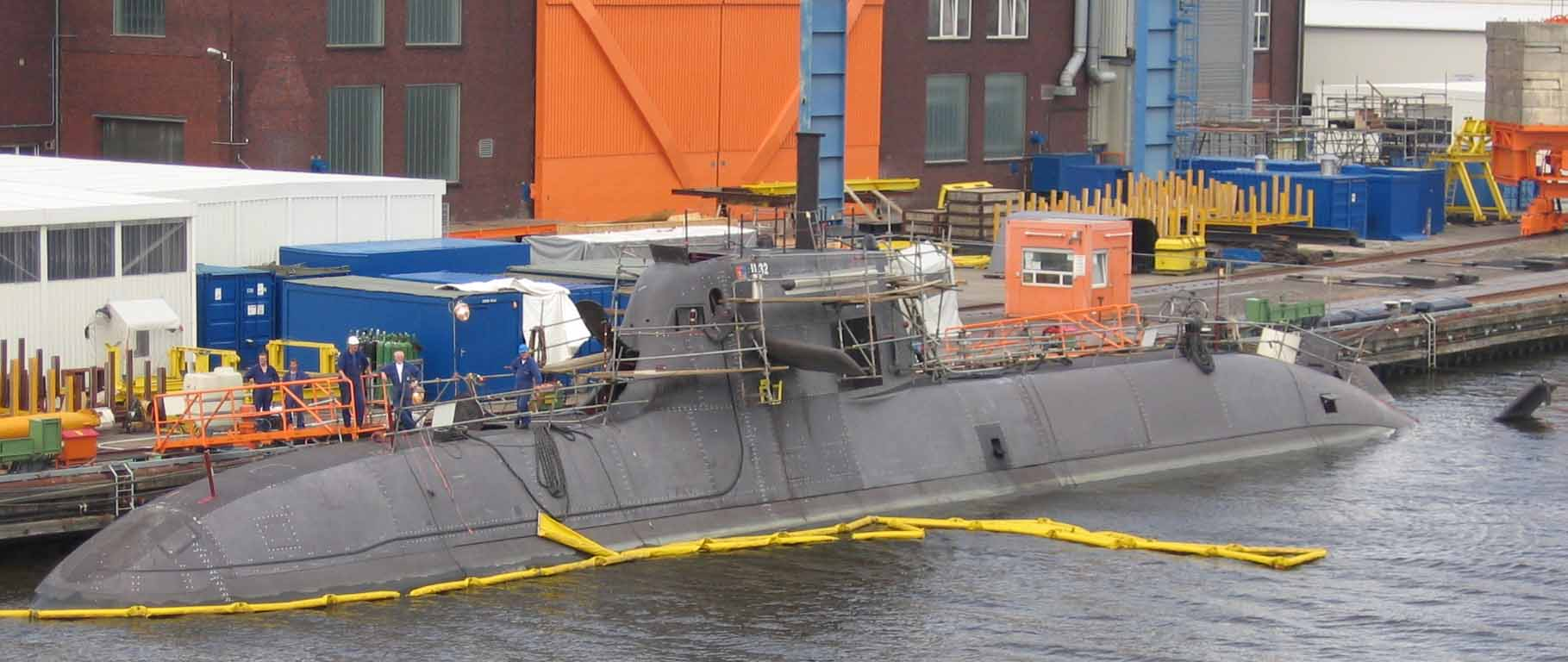
U 32 am Ausrüstungskai

Am 4. Dezember 2003 getauft, wurde U 32 mit seinem Schwesterboot U 31 am 19. Oktober 2005 von Verteidigungsminister Peter Struck im Beisein des Befehlshabers der Flotte, Vizeadmiral Wolfgang E. Nolting, in Eckernförde in Dienst gestellt. Es gehört wie alle U-Boote zum 1. Ubootgeschwader der Einsatzflottille 1.
U 32 stellte am 26. April 2006 einen Rekord auf, indem es als erstes konventionell angetriebenes U-Boot (ohne Kernenergieantrieb) zwei Wochen ununterbrochen unter Wasser blieb. Diese lange Aufenthaltsdauer ermöglicht der Brennstoffzellenantrieb des U-Bootes. Zudem hat es einen nicht kavitierenden Propeller, der die Fahrt noch leiser und die Ortung noch schwerer macht.
Im Februar 2013 querte U 32 mit dem Tender Main (A 515) aus der Klasse 404 den Nordatlantik, um am US-amerikanischen Manöver Westlant Deployment teilzunehmen. Bei dieser Fahrt stellte das Boot abermals einen neuen Rekord mit 18 Tagen Unterwasserfahrt auf.

## Kommandanten
| Name                                 | von          | bis  |
| ------------------------------------ | ------------ | ---- |
| Korvettenkapitän Michael Bornholt    |              |      |
| Kapitänleutnant Ralph Tastl          |              |      |
| Korvettenkapitän Bernd Arjes         |              |      |
| Korvettenkapitän Christian Michalski |              |      |
| Korvettenkapitän Christian Moritz    |              |      |
| Fregattenkapitän Stephan Pfeiffer    | 30. Mai 2013 | 2016 |
| Korvettenkapitän Rudolf Lenthe       | 2016         |      |

## Patenschaft
Die Patenschaft für das U-Boot übernahm die Stadt Edenkoben.